# Blabomma lahondae
Blabomma lahondae är en spindelart som först beskrevs av Chamberlin och Ivie 1937.  Blabomma lahondae ingår i släktet Blabomma och familjen kardarspindlar. Inga underarter finns listade.